# Kovács Kati/Szörényi Levente/Adamis Anna
Az Kovács Kati/Szörényi Levente/Adamis Anna Kovács Kati (a két NDK-s albumát és a magyar válogatáskazettáját beleszámítva) tizedik önálló albuma, hetedik magyar stúdióalbuma. 1978 áprilisában jelent meg LP-n és kazettán. Az 1994-es CD- és kazetta-újrakiadás címe: Életem lemeze. Az eredeti lemez kiadásakor is ez volt a közszájon forgó cím, de akkoriban valószínűleg üzleti szempontból előnyösebbnek találták, ha a borítón mindössze a három jól ismert zenész neve szerepel cím helyett. A lemezcímkén sem látható cím, csupán ennyi: Szörényi Levente–Adamis Anna dalai Az album aranylemez lett.

## Történet, érdekességek a lemezcímről, dalokról, szerzőkről
Kazettán kétféle borítóval jelent meg. Az egyiken Életem lemeze (kazettán) cím olvasható, a másikon pedig nincs cím, csak az énekesnő neve szerepel a borítón és a címkén.
A lemezcím a különböző kiadásokon, és a borítók egyes részein nem egységes. Az alábbi táblázat összefoglalja az egyes kiadások borítóin szereplő címeket.
| Év   | Formátum       | Cím az előborítón                              | Cím a hátsó borítón                      | Cím a borítógerincen     | Cím a lemezcímkén                                | Megjegyzés, hivatkozás                       |
| ---- | -------------- | ---------------------------------------------- | ---------------------------------------- | ------------------------ | ------------------------------------------------ | -------------------------------------------- |
| 1978 | nagylemez (LP) | (nincs cím)                                    | Kovács Kati/Szörényi Levente/Adamis Anna | Kovács Kati              | Kovács Kati (Szörényi Levente–Adamis Anna dalai) | magyar és angol nyelvű címkével is megjelent |
| 1978 | kazetta        | Kovács Kati                                    | Szörényi Levente–Adamis Anna dalai       | Kovács Kati              | (nincs cím)                                      | Dolby system felirat;                        |
| 1978 | kazetta        | Életem lemeze (kazettán)                       | Életem lemeze (kazettán)                 | Életem lemeze (kazettán) | (nincs cím)                                      | [ 2 ]                                        |
| 1995 | CD             | (nincs cím)                                    | (nincs cím)                              | Életem lemeze            | Életem lemeze (Szörényi Levente – Adamis Anna)   | [ 6 ]                                        |
| 1995 | kazetta        | Életem lemeze (Szörényi Levente – Adamis Anna) | Életem lemeze                            | Életem lemeze            | Életem lemeze                                    | [ 7 ]                                        |

A dalok zenéjét Szörényi Levente, szövegét Adamis Anna írta, bár az eredetileg tervezett szövegíró Bródy János volt. Később úgy tervezték, a dalok felét Bródy, másik felét Adamis szerzi. Végül Bródy visszalépett a közös munkától. Kovács Kati, Szörényi Levente és Adamis Anna se e lemez előtt, se utána nem készítettek közös produkciót. Mindössze 1995-ben, Szörényi Levente 50. születésnapja alkalmából rendezett koncerten szerepeltek együtt, Adamis Annával és Kovács Katival a színpadon beszélgetett Feledy Péter, Szörényi Levente pedig mint ünnepelt a közönség soraiban ült.
A lemez igen kalandos úton készült, hiszen Szörényi Levente eddig az albumig szinte kizárólag Bródy Jánossal dolgozott együtt, és az Illés-zenekarnak, a Fonográf együttesnek, valamint Koncz Zsuzsának írt dalokat. Szörényi Levente többször nyilatkozta, hogy a közhiedelemmel ellentétben nem a hanglemezgyár vezetői által kiemelten támogatott Koncz Zsuzsa, hanem Kovács Kati volt mindig az, akivel szívesen dolgozott volna, és néhány alkalommal dolgozott is.
Szörényi Levente az Illés-együttessel kísérte rendszeresen Katit a ’60-as években. A következő együttműködésre az 1978-as közös albumig kellett várni. 1983-ban Szörényi Katit szánta az István, a király c. rockopera Saroltjának szerepére. Ez 1992-ben meg is valósult. 1993-ban pedig Szörényi Atilla, Isten kardja c. rockoperájának egyik főszerepét játszotta az énekesnő.
Adamis Anna az énekesnő korábbi két, az LGT-vel készített nagylemezének szövegeit írta.
A zene, az a bor és az Ima c. dalok duettek Szörényi Leventével.
Az Aki lép, az nem marad egyhelyben, a Vérré válik bennem a dal és a Nekem nem mindegy c. daloknak a lemezhez képest másképp kevert, duplázott énekhangú változata is létezik, melyet a rádió játszott.
A jel rajtam című szerzemény eredetije Hidd el, ez ő címmel Szörényi Levente Utazás c. szólólemezére készült, de a hanglemezgyár nem engedte a dal kiadását.
Kísér: a Fonográf együttes Bródy János nélkül, a Bergendy- és az Express együttes néhány tagja, valamint más zenészek.
Újrakiadás: 1994 (CD, kazetta), 2011 (Hungaroton Music Store, online)

## Dalok
1. Aki lép, az nem marad egyhelyben
2. Ha hiszel bennem, fiú
3. Vérré válik bennem a dal
4. A zene, az a bor
5. Nekem nem mindegy
6. Nincs mit vesztenem
7. Életem lemeze
8. Mintha
9. A jel rajtam
10. Ima
11. Te

## Slágerlistás dalok
- 1978 Életem lemeze
- 1978 Mintha
- 1978 Aki lép, az nem marad egyhelyben

## Közreműködők
- Kovács Kati – ének
- Fonográf együttes tagjai:
  - Szörényi Levente – gitár, akusztikus gitár, slide gitár, ének, zene, hangszerelés
  - Tolcsvay László – zongora, Fender-zongora, Moog szintetizátor, szájharmonika, ének
  - Szörényi Szabolcs – basszusgitár, ének
  - Móricz Mihály – gitár, akusztikus gitár, ének
  - Németh Oszkár – dobok, ütőhangszerek
- Adamis Anna – dalszövegek

### Vendégzenészek
- Papp Gyula
- Kalmusz Pál
- Dely László
- Bergendy István
- Bergendy Péter
- Hajdu Sándor

## Televízió
Akkoriban szokatlanul hosszú idő, egy év múlva (1979-ben) készült önálló tv-műsor a lemez négy dalából az Egymillió fontos hangjegy c. sorozatban:
1. Életem lemeze
2. Ha hiszel bennem, fiú
3. Mintha
4. Aki lép, az nem marad egyhelyben

Az adás elején (szintén rendkívüli módon, hisz akkoriban ismert lemezlovasok voltak a sorozat műsorvezetői) Kovács Kati mond bevezetőt.